# Lipari
|  | Aquest article és sobre l'illa i el municipi de Lipari. Per a tot l'arxipèlag, vegeu Illes Eòlies. |

Ubicació del municipi de Lipari dins de la província de Messina

Lipari (pronunciat ['lipari], l'antiga Lipara en llatí i Λιπάρα en grec, en català medieval Líper) és l'illa principal de l'arxipèlag italià de les illes Eòlies (també conegudes com a illes Lipari), situades entre Sicília i la península. La capital i ciutat principal de l'illa també s'anomena Lipari. L'arxipèlag té set illes principals: Vulcano al sud, Alicudi la més occidental, Filicudi a l'est de l'anterior, Salina a l'est de Filicudi i al nord de Lipari, Panarea al nord-est de Lipari i Stromboli a l'est de l'anterior (amb el famós volcà) i alguns illots. Tots aquests territoris formen part del municipi de Lipari, excepte l'illa de Salina.
Lipari té una superfície de 37,6 km² i 10.763 habitants el 2004. Com la resta de l'arxipèlag, és d'origen volcànic i culmina al Monte Chirica (602 m). Inactiu des de fa més d'un miler d'anys, els únics testimonis actuals d'activitat volcànica a l'illa són les fumaroles i les aigües termals.
A més de la capital, a l'illa hi ha les poblacions litorals de Canneto i Acquacalda, i Pianoconte i Quattropani a l'interior.

## Història de l'arxipèlag i de l'illa
Antigament, l'illa de Vulcano era coneguda com a Thermessa o Hiera (els romans li van dir Vulcani). Inicialment, Lipari es deia Meligunis. Va adoptar el nom de Lipara per Líparos, el fill d'Ausoni. La de Stromboli es deia Strongyle i la de Salina, Didyme.

### Període grecoromà
Diodor diu que la primera colònia grega (dòria) es va fundar vers el 580-577 aC, però Eusebi la situa al 627 aC. La van fundar colons de Cnidos i de l'illa de Rodes, sota la direcció de Pentathlos, ell mateix de Cnidos, i per això es va considerar colònia d'aquesta ciutat. Altres versions diuen que no fou Pentathlos el fundador sinó els seus fills. La colònia va prosperar, però es va haver de defensar del pirates tirrens (etruscs) i va crear una flota que els va derrotar algunes vegades. La mateixa gent de Lipara també va practicar la pirateria i una vegada van capturar un valuós carregament romà que s'enviava a Delfos. El magistrat en cap de l'illa, Timasiteu, el va fer retornar immediatament i el va enviar a la seva destinació final.

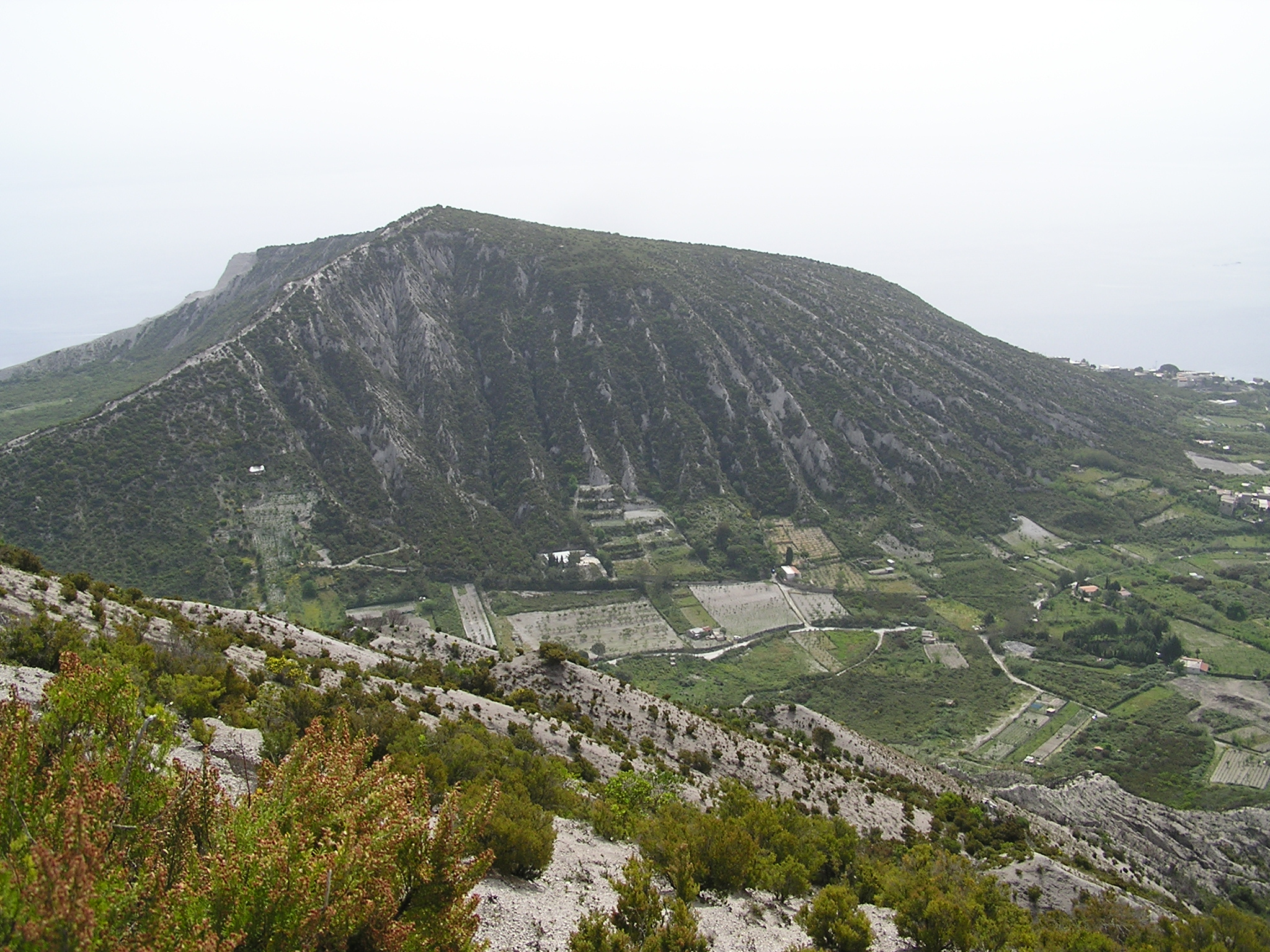
Interior de l'illa

La primera expedició atenenca a Sicília dirigida per Laques (427 aC) va trobar Lipara aliada a Siracusa (ciutat també dòrica) i foren atacats pels atenencs i per la flota de Rhegio sense gaire èxit. El 396 aC apareix altre cop aliada a Siracusa, per la qual cosa fou atacada per la flota cartaginesa d'Himilcó, que la va ocupar i va cobrar una taxa de 30 talents, pero no la va conservar. El 304 aC fou atacada per Agàtocles sense motiu aparent, i el siracusà es va emportar un botí de 50 talents que va perdre a la tornada en una tempesta.
No gaire més tard, Lipara va caure en mans dels cartaginesos i dels romans, dels quals depenia en començar la Segona Guerra Púnica (264 aC), i va esdevenir la principal base naval cartaginesa. Al cinquè any de guerra (260 aC), el cònsol Gneu Corneli va ser rebutjat en un atac i fou capturat amb les seves forces; el 257 aC es va lliurar una batalla naval entre romans i cartaginesos a la rodalia de Lipara; pocs anys més tard (251 aC) fou ocupada pels romans sota el comandament de Gai Aureli, i des de llavors va romandre sota el seu poder.
A la Segona Guerra Púnica una flota cartaginesa va embarrancar a l'illa de Vulcano.
Les illes no tornes a ser esmentades fins a les guerres entre Sext Pompeu i Octavi el 36 aC, quan Lipara fou altre cop una base naval important, dominada per Pompeu però conquerida per Agripa, que va establir la seva flota a l'illa de Vulcano, des on va atacar Pompeu a Mylae i Messana.
Durant tot el període imperial romà, va continuar essent una ciutat pròspera, basada en la seva flota i el comerç de l'alum, que les illes produïen per la seva naturalesa volcànica. no obstant això, Ciceró la cita com una ciutat petita. Sovint fou utilitzada com a lloc d'exili i al segle iv va esdevenir refugi de monjos.

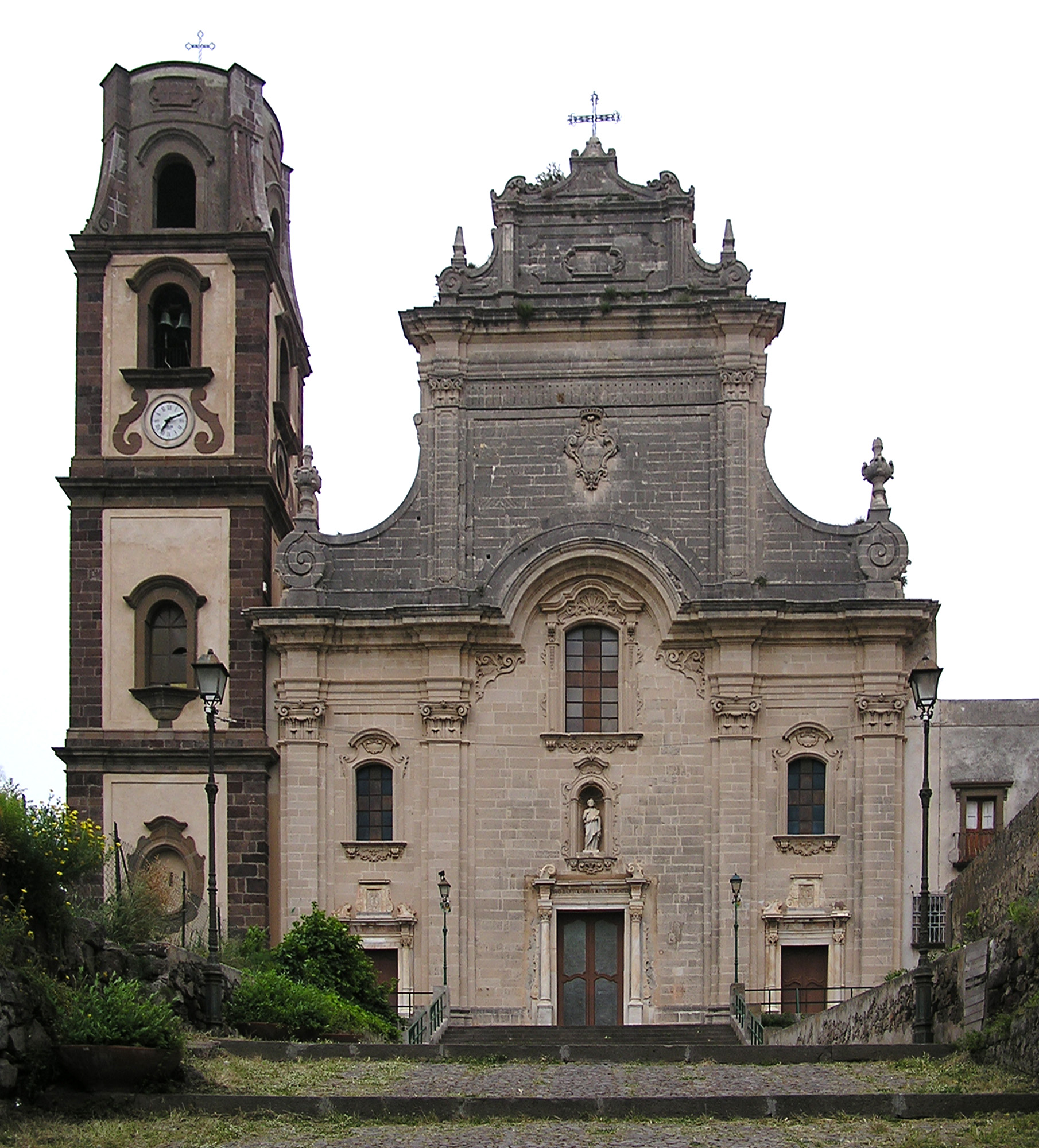
La catedral de San Bartolomeo

### Edat mitjana
Al segle v fou seu d'un bisbat. El 543 s'hi van establir els ostrogots, però després els romans d'Orient la van recuperar. Als segles viii i ixV va entrar en decadència pels atacs dels pirates musulmans i per l'activitat volcànica del Monte Pelato i de la Figgia Vecchia (729). El 838, els musulmans van devastar la ciutat i se'n van emportar els habitants.
Les illes van restar deshabitades durant dos segles. El 1083 van arribar els normands i s'hi van establir monjos benedictins, que van fundar un monestir, i també alguns colons. El 1091, el papa Urbà II va donar la senyoria de les illes al monestir. El 1095, l'abat Ambròs va promulgar una constitució que donava als habitants el dret de propietat i d'herència sobre la terra que cultivessin, cosa que va afavorir el repoblament i l'ocupació dels terrenys abandonats. Els privilegis fiscals donats pels reis angevins i després catalans van enriquir altre cop l'illa.

### Era moderna
El 1544, l'illa fou atacada per Barba-rossa, aliat del rei de França, amb una flota de 150 naus que van assetjar-la i saquejar-la. Van Incendiar la gran catedral (de gran envergadura) i les cases, i van deportar els 8.000 habitants. L'illa va quedar buida per segon cop. Carles V va fer construir un mur a la ciutat i hi va donar uns grans beneficis fiscals que van permetre repoblar-la ràpidament amb catalans i gent de la Campània. Amb el perill de nous atacs, les illes es van incorporar al Regne de les Dues Sicílies el 1589. Fins passat el 1700 no es va descartar el perill turc i la ciutat es va tornar a expandir. El 1861, les illes van passar al Regne d'Itàlia.

## Administració
| Període | Identitat     | Partit      |
| ------- | ------------- | ----------- |
| 2008-   | Mariano Bruno | Centredreta |

## Galeria d'imatges

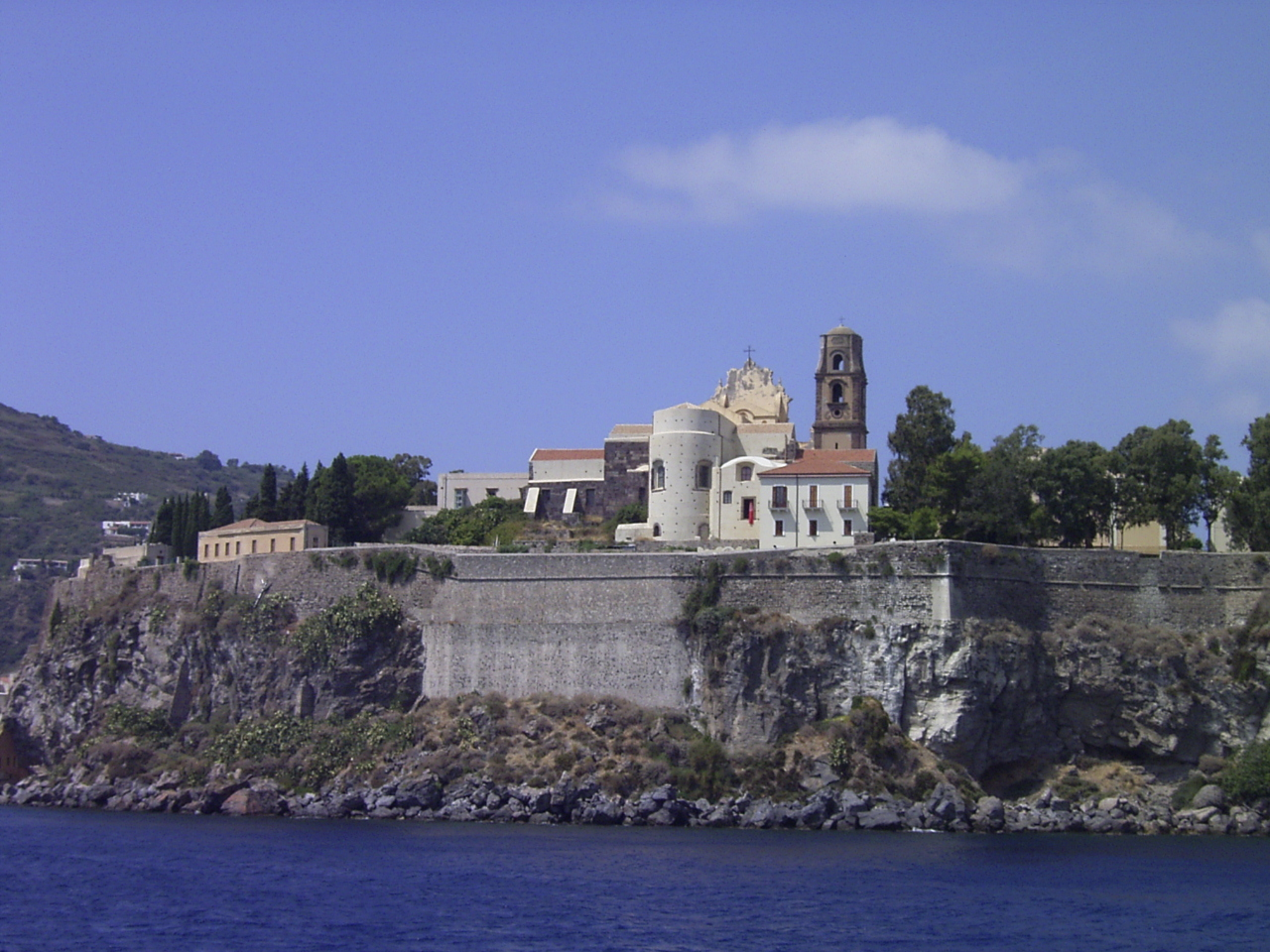
Lipari
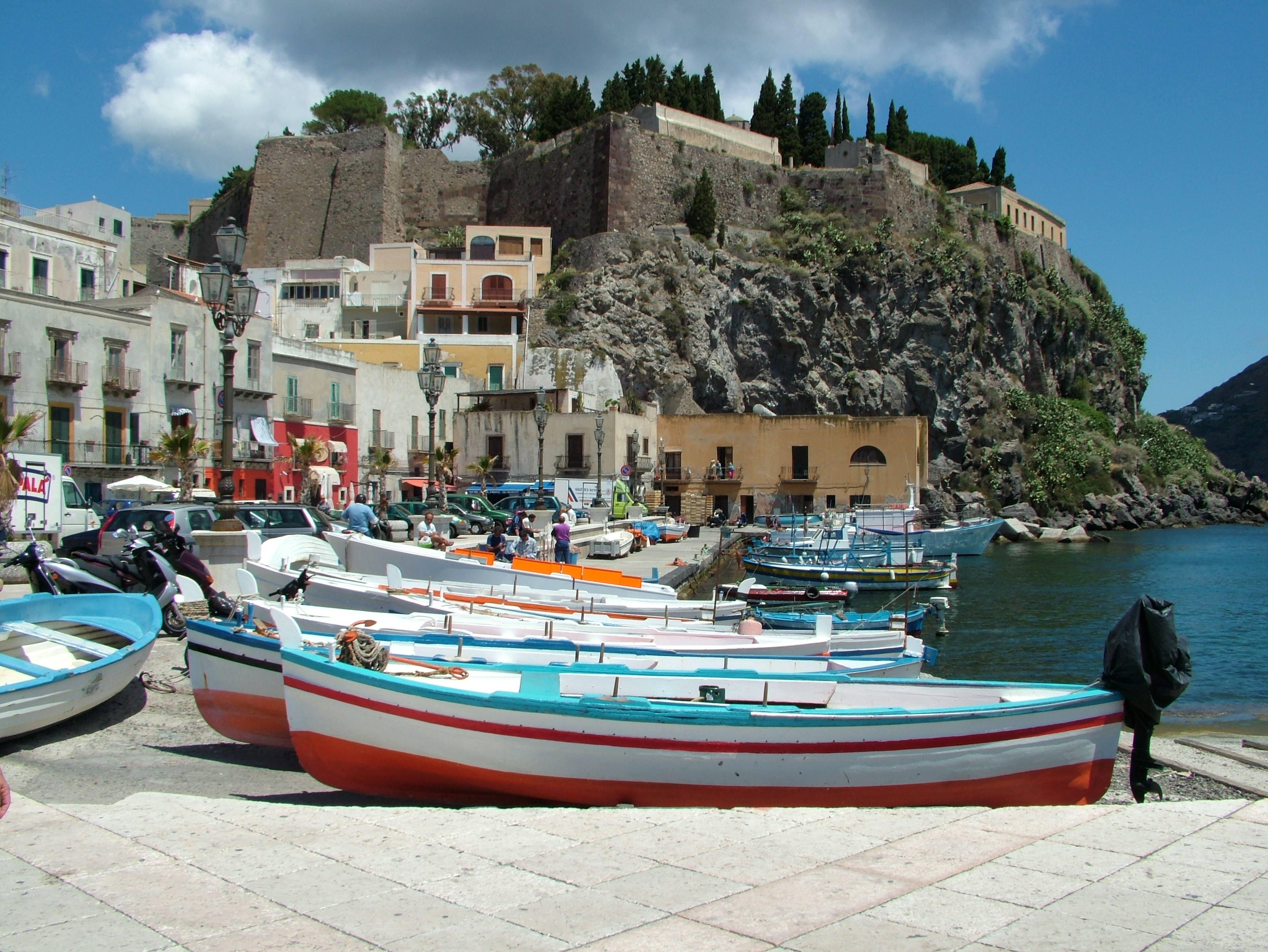
El port
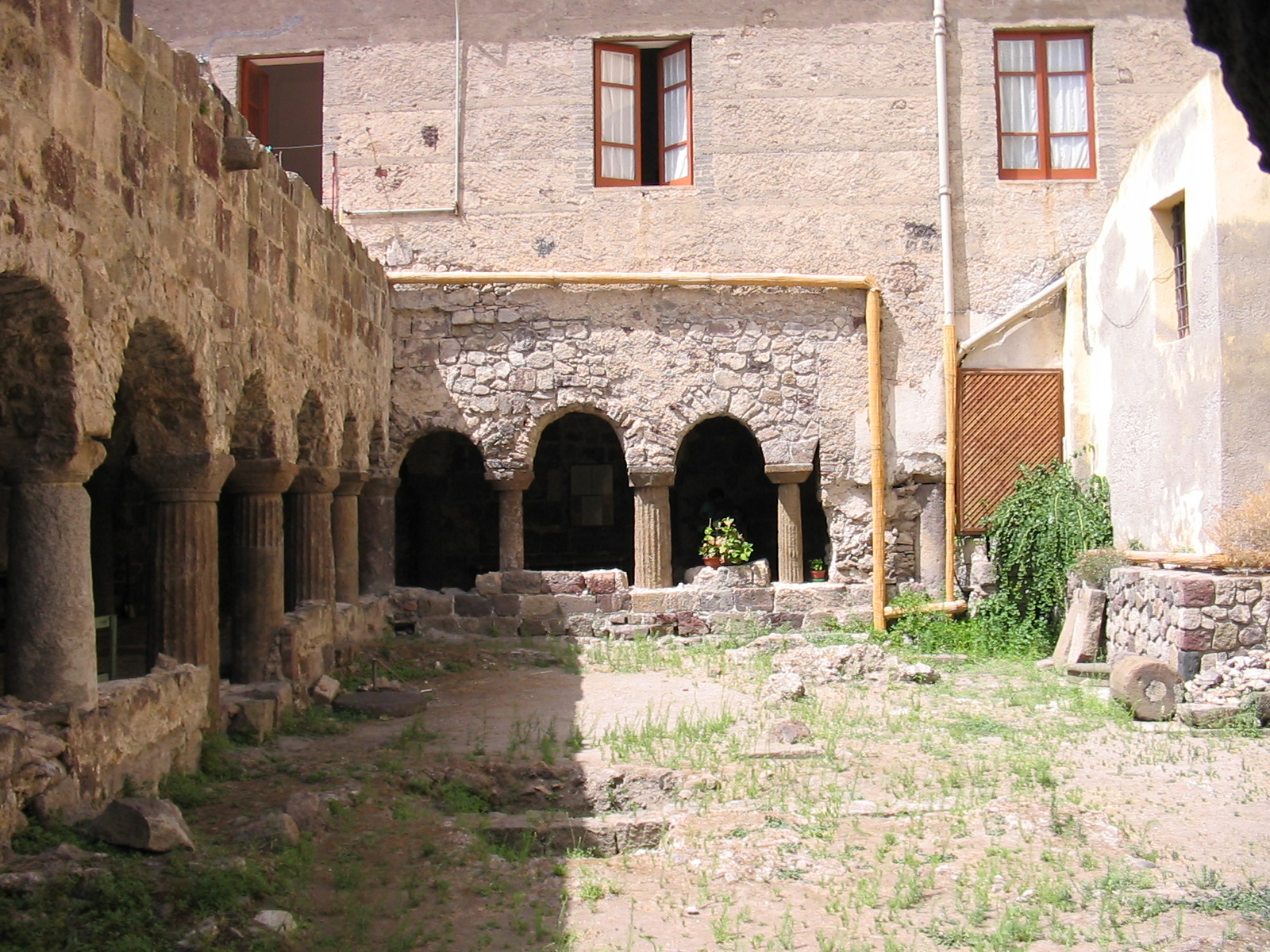
Claustres
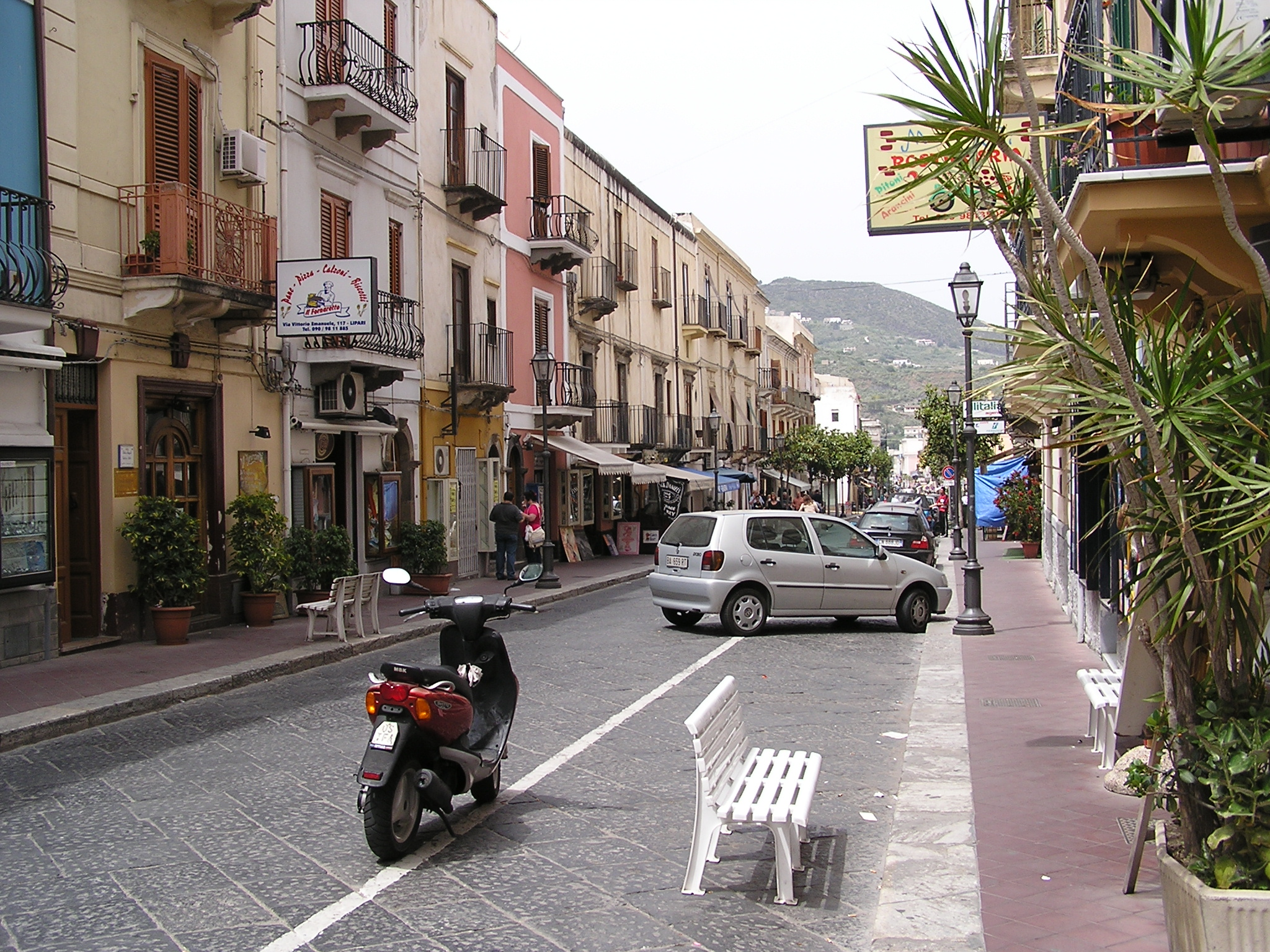
Carrers de Lipari